# Mapa mental
Mapa mental, ou mapa da mente é um diagrama que ilustra ideias/conceitos, sistematizado pelo psicólogo inglês Tony Buzan, voltado para: a gestão de informações, conhecimento e, capital intelectual; solução de problemas; apresentação simplificada de ideias complicadas; memorização e aprendizado; criação de manuais e palestras; ferramenta de brainstorming (tempestade de ideias), e; no auxílio da gestão estratégica de uma empresa ou negócio. O mapa mental é formado a partir da ideia principal localizado ao centro, em seguida ramifica-se os conceitos relacionados.
Os mapas mentais procuram representar, com o máximo de detalhes possíveis, o relacionamento conceitual existente entre informações que normalmente estão fragmentadas e difusas no ambiente operacional ou corporativo. Da forma e contexto as ideias/conceitos, traçar os relacionamentos de causa, efeito, simetria e/ou similaridade que existem entre elas e torná-las mais palpáveis e mensuráveis, sobre os quais se possa planejar ações e estratégias para alcançar objetivos específicos.

## Método
Os desenhos feitos em um mapa mental partem de um único centro, a partir do qual são irradiadas as informações relacionadas. Podem ser elaborados por meio de canetas coloridas sobre folhas de papel ou um programa de computador dedicado. Pode ser aplicado a qualquer tarefa, atividade, profissional, ou lazer, de modo individual ou em grupo para planejar qualquer tipo de evento. Trata-se de um método para planejamento e registro gráfico cada vez mais usado em todas as áreas de conhecimento humano.
Mapas mentais são úteis não apenas para "decorar matéria", mas para registrar de forma inteligente e que permita revisões ultra rápidas os assuntos compreendidos em forma de resumos, que sintetizam o entendimento das matérias.
Buzan sugere as seguintes diretrizes para a criação de mapas mentais: 
- Iniciar no centro com uma imagem do assunto, usando pelo menos três cores.
- Use imagens, símbolos, códigos e dimensões em todo o seu mapa mental.
- Selecione as palavras-chave e as escreva usando letras minúsculas ou maiúsculas.
- Coloque cada palavra/imagem sozinha e em sua própria linha.
- As linhas devem estar conectadas a partir da imagem central. As linhas centrais são mais grossas, orgânicas e afinam-se à medida que irradiam para fora do centro.
- Faça as linhas do mesmo comprimento que a palavra/imagem que suportam.
- Use várias cores em todo o mapa mental, para a estimulação visual e também para codificar ou agrupar.
- Desenvolva seu próprio estilo pessoal de mapeamento da mente.
- Use ênfases e mostre associações no seu mapa mental.
- Mantenha o mapa mental claro, usando hierarquia radial, ordem numérica ou contornos para agrupar ramos.

Esta lista é em si mais concisa do que a versão em prosa da mesma informação e o mapa mental destas orientações tem em si a intenção de ser mais memorável e mais rápido para entender do que qualquer um na prosa ou lista.

## Recursos
Mapas mentais são, aparentemente, semelhantes aos mapas conceituais. Contudo, os mapas conceituais são estruturados com base em relações entre conceitos, explicitadas por frases de ligação, formando proposições, as quais são passíveis de análise lógica.

## Galeria

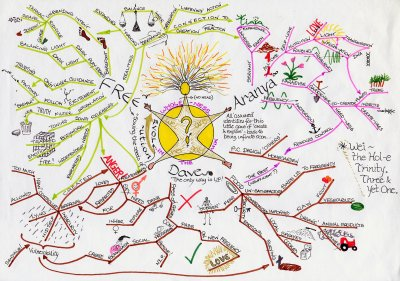
Exemplo de um mapa mental feito manualmente.
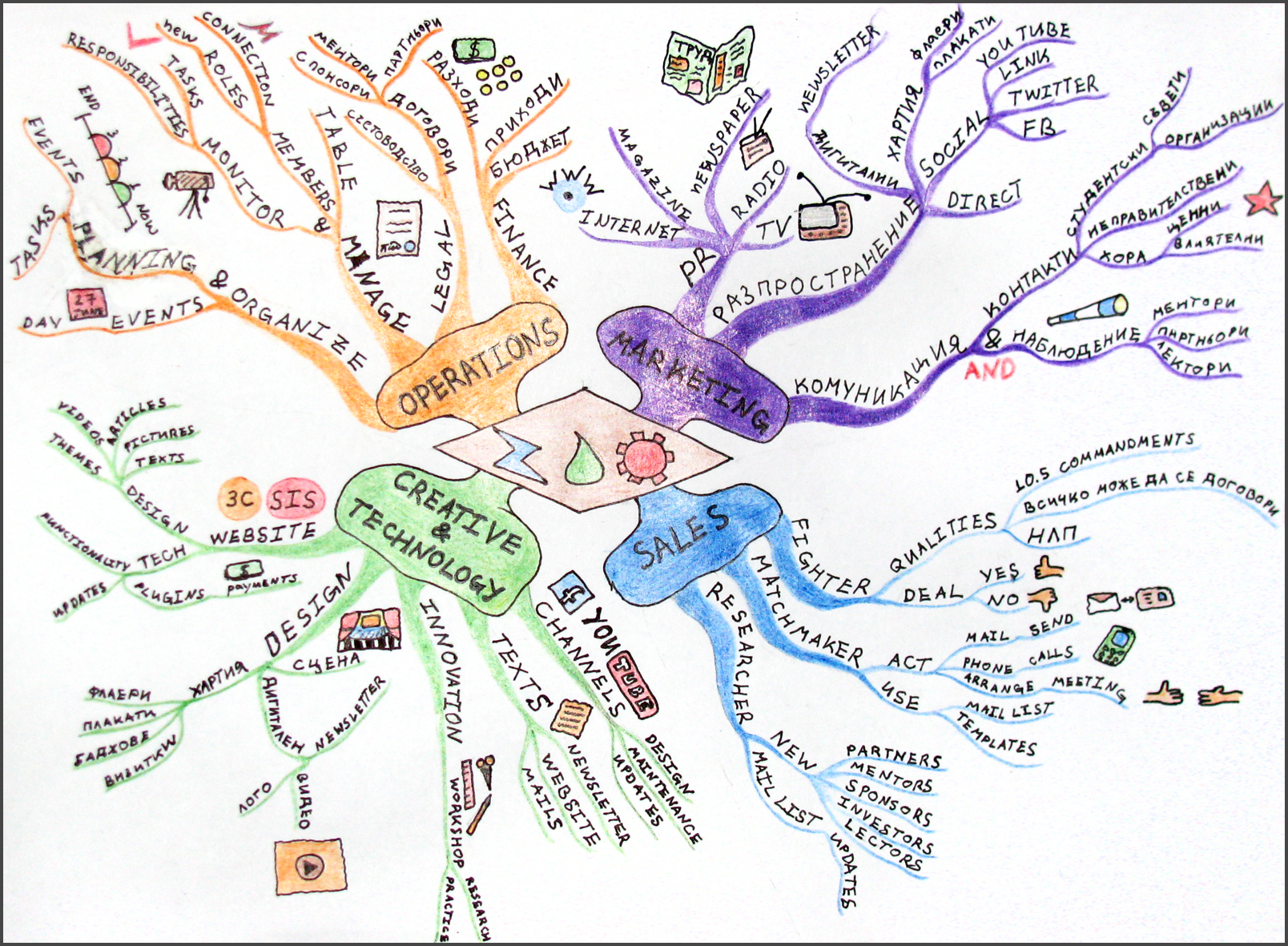
Outro exemplo de mapa mental feito manualmente.
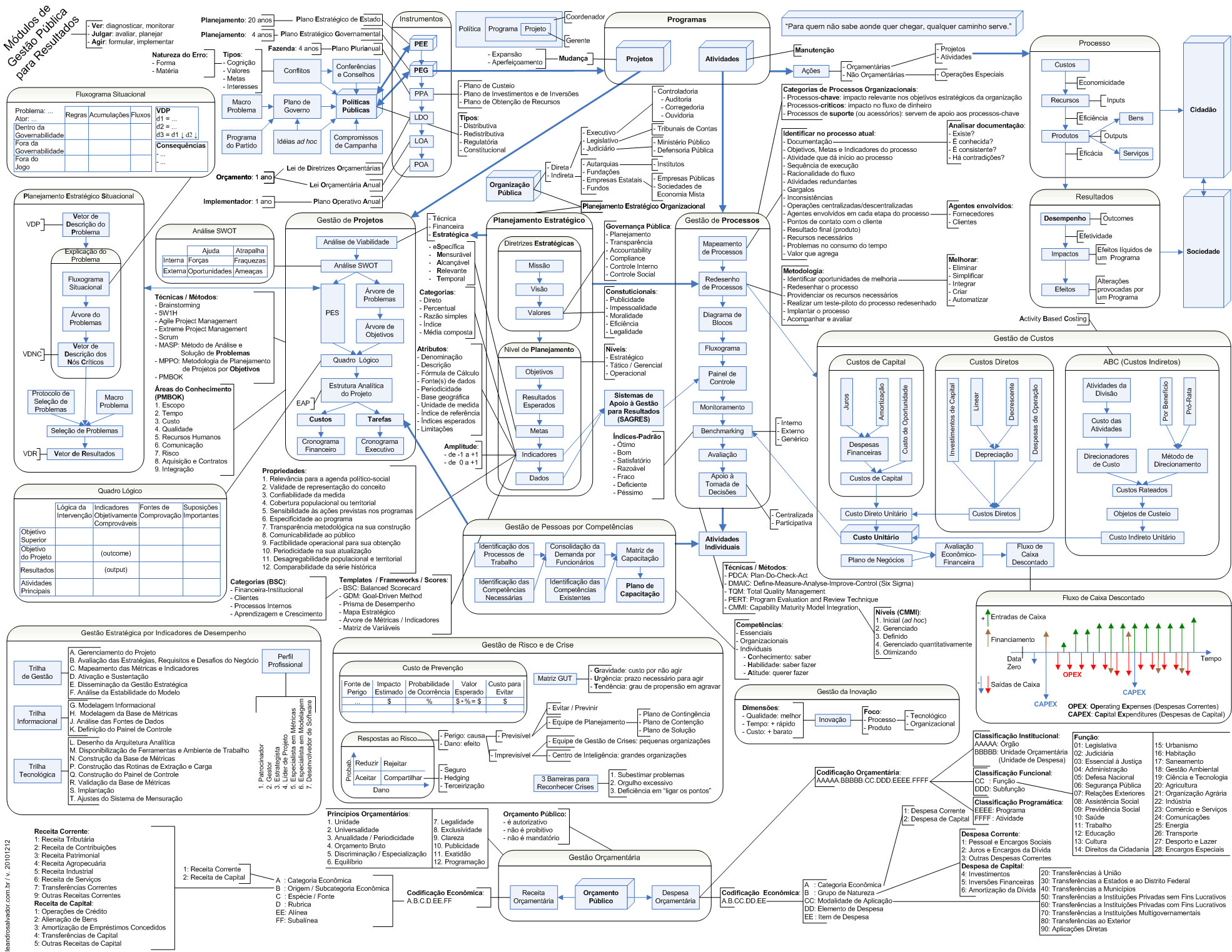
Mapa mental sobre a gestão pública do Brasil utilizando o programa Visio.
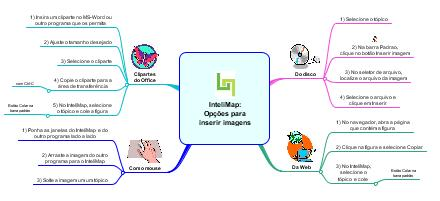
Mapa mental utilizando o programa INTELIMAP.
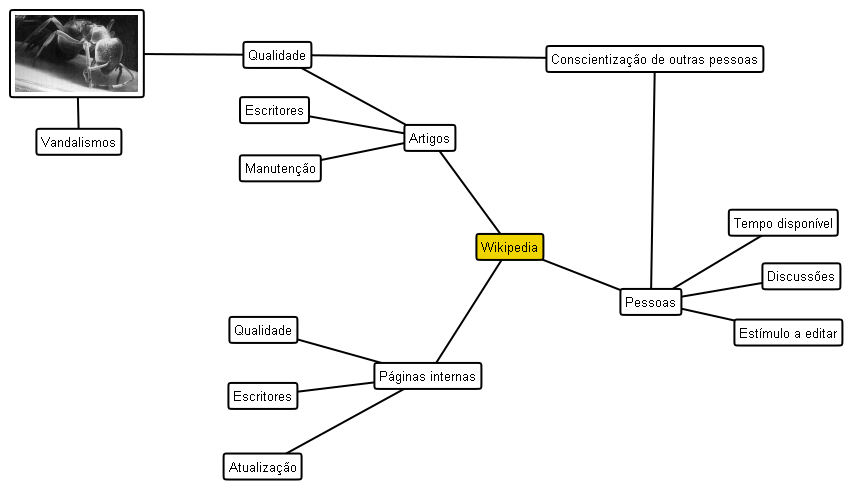
Mapa mental utilizando o programa Labyrinth.
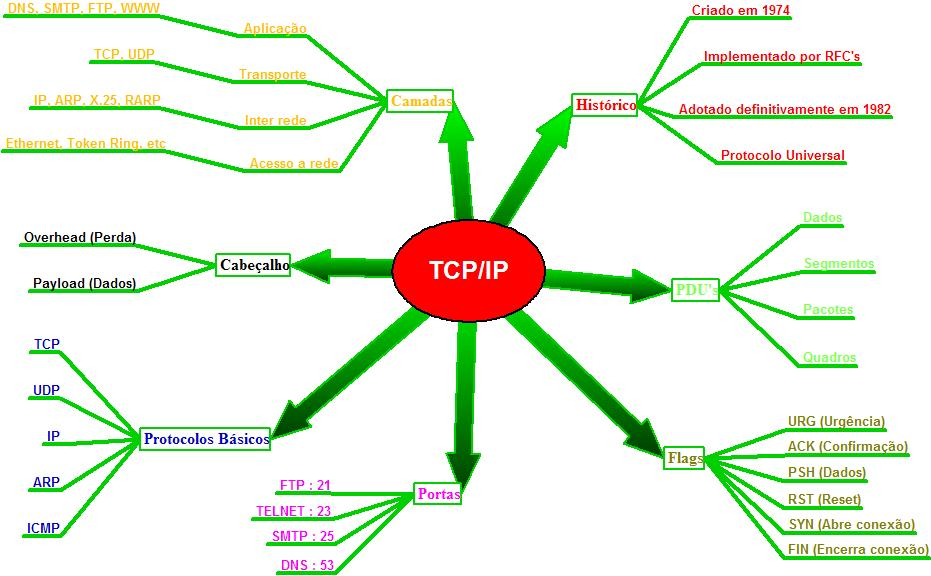
Mapa mental utilizando o programa ConceptDraw MINDMAP Professional.
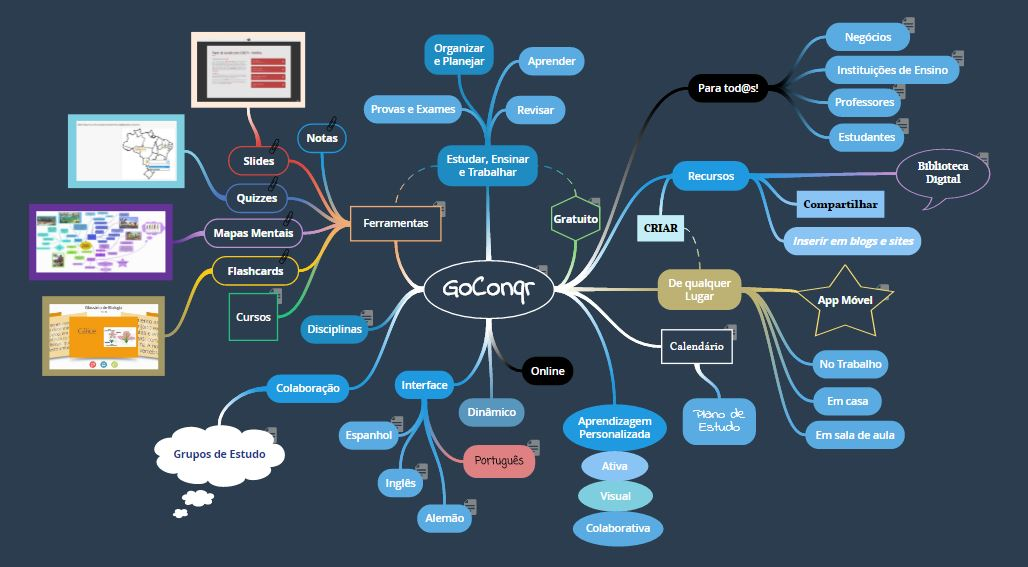
Mapa mental utilizando a ferramenta gratuita de GoConqr Brasil
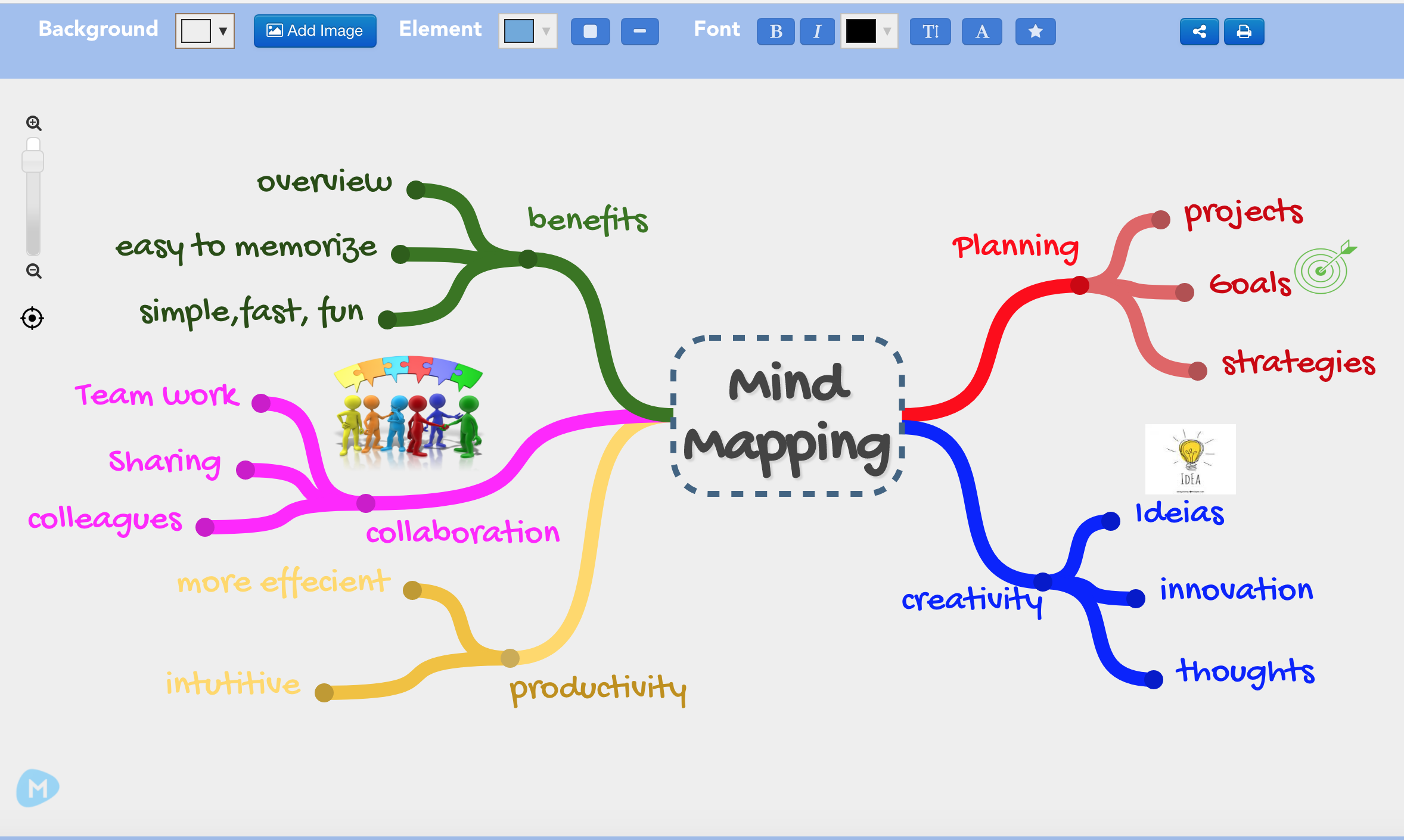
Mapa mental utilizando o site memorize.ninja
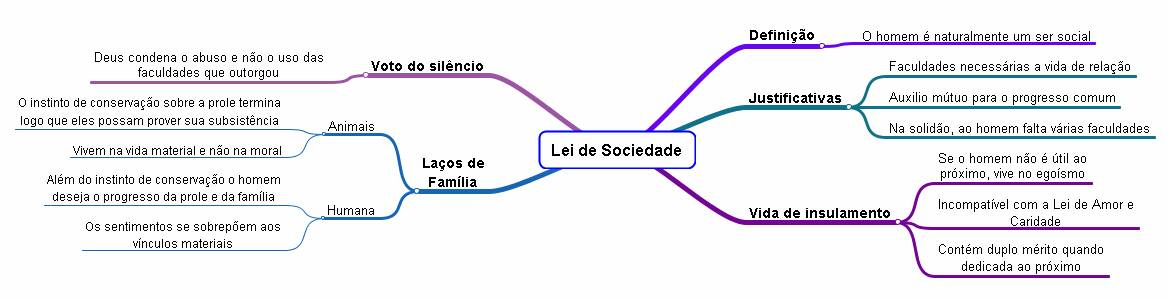
Mapa mental representando os conceitos da "Lei de Sociedade" de acordo com o Livro dos Espíritos.
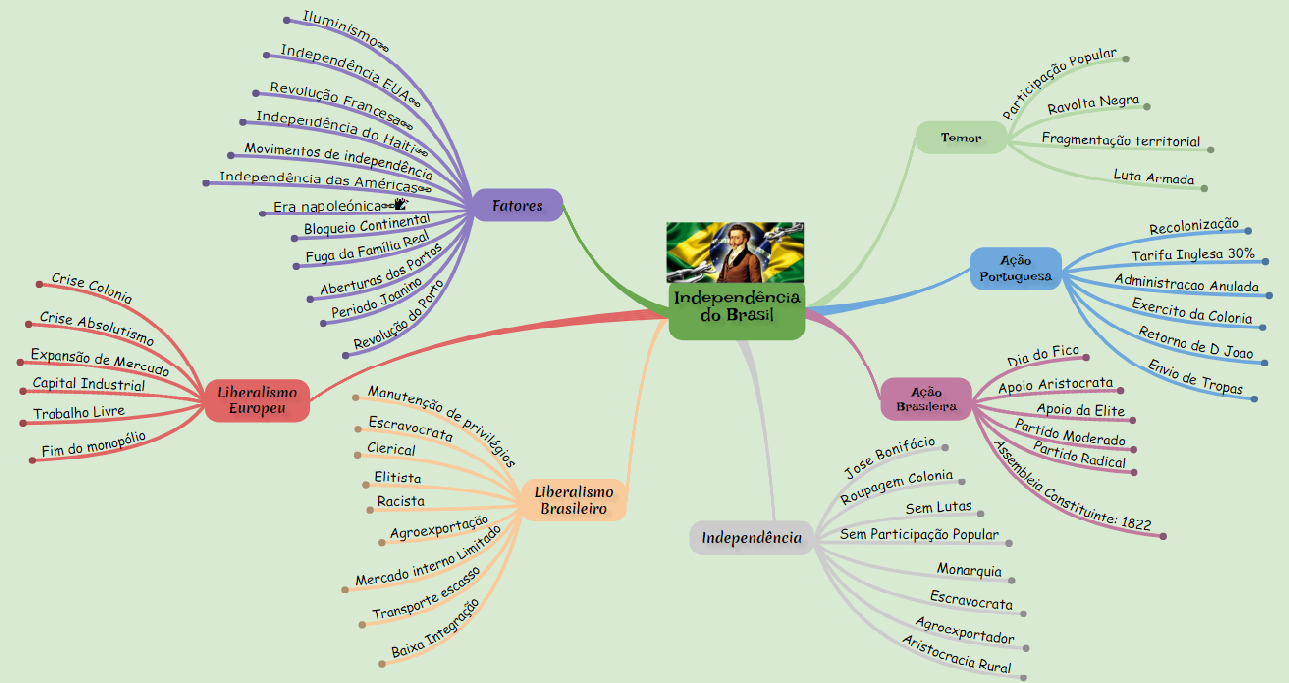
Mapa mental sobre a história do Brasil utilizando o site Memorizei.